# Pat White
Patrick Christian White (Daphne, 25 febbraio 1986) è un ex giocatore di football americano statunitense che ha militato nel ruolo di quarterback nella National Football League (NFL). Fu scelto come 44º assoluto nel Draft NFL 2009 dai Miami Dolphins. Al college ha giocato a football nei West Virginia Mountaineers.

## Carriera universitaria
White è ricordato come uno dei migliori quarterback di West Virginia, di cui detiene ancora diversi record. Nei suoi quattro anni ha ottenuto anche diverse onorificenze.

### Premi e onori
2005
- ESPN.com all-Big East
- Freshman All-American
- 2 Big East Player of the Week
- WVU Coaches Contribution Award

2006
- Walter Camp Award watchlist
- 2 Big East Player of the Week
- first-team All-Big East
- first-team All-ECAC
- Big East Offensive Player of the Year
- West Virginia University MVP
- MVP del Gator Bowl
- Davey O'Brien Award semifinalista
- Alabama Athlete of the Year
- Atleta dilettante dell'anno della Virginia Occidentale

2007
- 3 Big East Player of the Week
- 4 WVU Offensive Player of the Week
- first-team All-Big East
- Big East Offensive Player of the Year
- West Virginia University MVP
- Davey O'Brien Award semifinalista
- Walter Camp Award semifinalista
- Heisman Trophy sesto posto
- Hardman Award
- ESPN All-Bowl Team
- MVP del Fiesta Bowl
- Atleta dilettante dell'anno della Virginia Occidentale

2008
- Hardman Award
- Johnny Unitas Golden Arm Award finalista
- West Virginia University MVP
- First-team All-Big East
- Heisman Trophy settimo posto
- Meineke Car Care Bowl MVP
- MVP del Senior Bowl
- Atleta dilettante dell'anno della Virginia Occidentale

## Carriera professionistica
Nel Draft 2009 White fu selezionato al secondo giro dai Miami Dolphins, venendo utilizzato in situazioni di wildcat formation, non tornò più in campo dopo uno scontro casco contro casco nella gara contro i Pittsburgh Steelers. Fu quindi svincolato prima della stagione 2010. Fu quindi ingaggiato dai Virginia Destroyers della United Football League il 28 giugno 2011. ma fu svincolato il 3 settembre successivo.
Dopo due anni senza giocare ad alto livello, White fu messo sotto contratto dai Washington Redskins il 2 aprile 2013. ma fu poi svincolato il seguente 14 settembre. Passò così agli Edmonton Eskimos della CFL dove completò 5 passaggi su 9 tentativi per 54 yard e un touchdown, correndo 45 volte per 159 yard e 4 touchdown. Il 20 marzo 2015 annunciò il suo ritiro dal football professionistico.